# Враник
Враник је насељено мјесто у Лици, припада општини Ловинац у Личко-сењској жупанији, Република Хрватска.

## Географија
На западу граничи са насељем Горња Плоча, а остале три стране насеље окружује Личко средогорје. Враник је од Ловинца удаљен око 8 км, а од Горње Плоче око 4 км.

## Историја
Враник се први пут спомиње на попису утврђења које су освојили Турци 1577. године. Не зна се ко га је изградио, али бискуп Себастијан Главинић, у свом опису Лике и Крбаве из 1696. године спомиње породицу Vranich која је још прије доласка Турака живјела у граду Вранику. Данашње насеље Враник, настало је на самој ивици плодне долине испод утврђеног града чије остатке и данас се могу видјети на брду Градина.
Враник се од распада Југославије до августа 1995. године налазио у Републици Српској Крајини. До територијалне реорганизације у Хрватској насеље се налазило у саставу бивше велике општине Грачац.

## Становништво
Према попису из 1991. године, насеље Враник је имало 49 становника, међу којима је било 48 Хрвата и 1 остали. Према попису становништва из 2001. године, Враник је имао 19 становника. Према попису из 2011. године, Враник је имао 7 становника.
| Демографија | Демографија | Демографија |
| Година      | Становника  | Становника  |
| ----------- | ----------- | ----------- |
| 1948.       | 221         |             |
| 1953.       | 192         |             |
| 1961.       | 141         |             |
| 1971.       | 98          |             |
| 1981.       | 74          |             |
| 1991.       | 49          |             |
| 2001.       | 19          |             |
| 2011.       |             | 7           |